# Баукау
Баукау (тетум Baukau, порт. Baucau) — місто і підрайон на сході центральної частини Східного Тимору. Є адміністративним центром однойменного району.

## Історія
За часів португальської колонії місто називалося Віла-Салазар (Vila Salazar). Інфраструктура міста сильно постраждала в ході боротьби Східного Тимору за незалежність. Проте, у старій частині міста залишилося чимало будівель часів португальської колонії.

## Географія
Розташоване за 123 км на схід від столиці країни, міста Ділі. Площа підрайону — 369,53 км².

### Клімат
Місто знаходиться у зоні, котра характеризується кліматом тропічних саван. Найтепліший місяць — жовтень із середньою температурою 23.9 °C (75 °F). Найхолодніший місяць — червень, із середньою температурою 21.7 °С (71 °F).
| Клімат Баукау           | Клімат Баукау | Клімат Баукау | Клімат Баукау | Клімат Баукау | Клімат Баукау | Клімат Баукау | Клімат Баукау | Клімат Баукау | Клімат Баукау | Клімат Баукау | Клімат Баукау | Клімат Баукау | Клімат Баукау |
| Показник                | Січ.          | Лют.          | Бер.          | Квіт.         | Трав.         | Черв.         | Лип.          | Серп.         | Вер.          | Жовт.         | Лист.         | Груд.         | Рік           |
| Середня температура, °C | 23            | 23            | 23            | 23            | 23            | 22            | 22            | 22            | 23            | 24            | 24            | 24            | 23            |
| Норма опадів, мм        | 197           | 251           | 180           | 147           | 92            | 42            | 27            | 2             | 0             | 11            | 123           | 205           | 1277          |
| ----------------------- | ------------- | ------------- | ------------- | ------------- | ------------- | ------------- | ------------- | ------------- | ------------- | ------------- | ------------- | ------------- | ------------- |
| Джерело: Weatherbase    |               |               |               |               |               |               |               |               |               |               |               |               |               |

## Населення
Населення підрайону за даними на 2010 рік становить 46 500 осіб; за даними на 2004 рік воно налічувало 37 112 осіб. Середній вік населення — 18,7 років.
Є центром католицької єпархії Баукау.

## Галерея

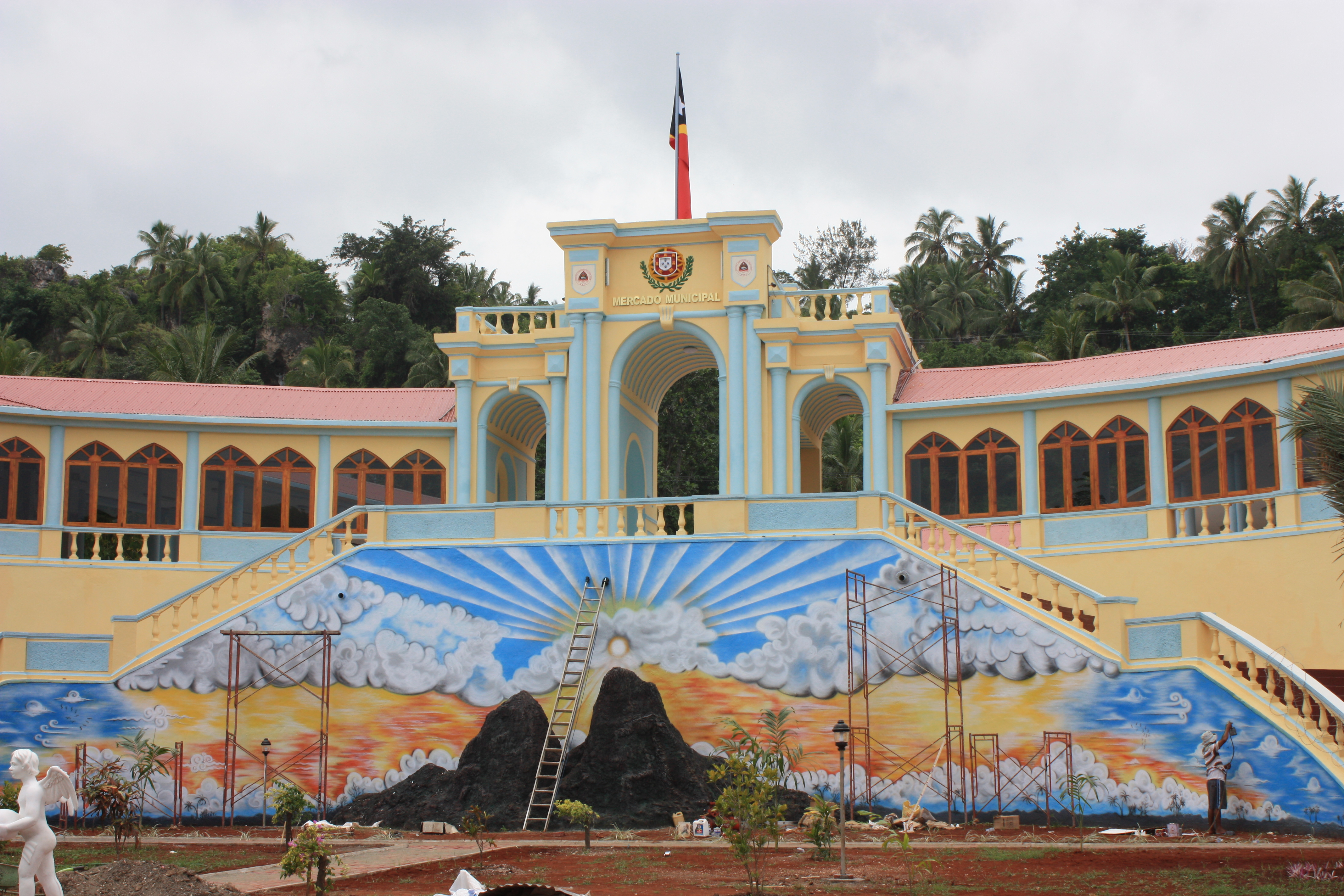
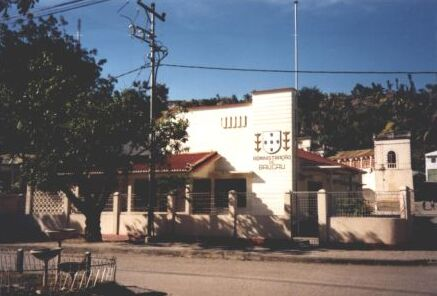
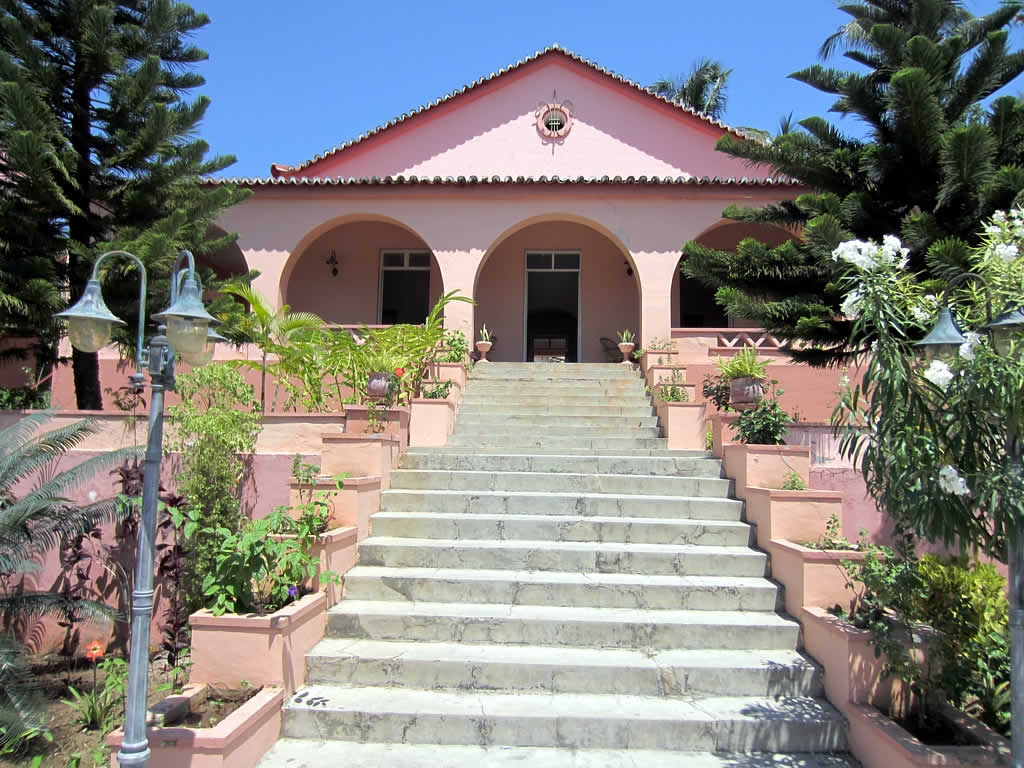

## Транспорт
За 6,5 км на південь від міста розташований аеропорт Баукау (раніше відомий як аеропорт Чакунг), який має найдовшу в країні злітно-посадковою смугу.

## Міста-побратими
- Даребін, Австралія
- Сейшал, Португалія